# Sasakiella cruciformis
Sasakiella cruciformis är en nässeldjursart som beskrevs av Kiyoshi Okubo 1917. Sasakiella cruciformis ingår i släktet Sasakiella och familjen Kishinouyeidae. Inga underarter finns listade i Catalogue of Life.